# Clinton Joseph Davisson
Clinton Joseph Davisson, ameriški fizik, * 22. oktober 1881, Bloomington, Illinois, ZDA, † 1. februar 1958, Shawangunk Ridge, New York, ZDA.
Davisson je leta 1937 skupaj s Thompsonom prejel Nobelovo nagrado za fiziko »za eksperimentalno odkritje uklona elektronov na kristalu.«
Njegov sin je zdravnik Richard Davisson.